# Ivan Ignat'ev
Ivan Aleksandrovič Ignat'ev (in russo Иван Александрович Игнатьев?; Ačinsk, 6 gennaio 1999) è un calciatore russo, attaccante del JS Kabylie.

## Caratteristiche tecniche
È un attaccante.

## Carriera

### Club
Cresciuto nelle giovanili del Krasnodar, ha esordito il 27 luglio 2017 in un match di UEFA Europa League vinto 2-1 contro il Lyngby.

### Nazionale
Ha giocato nelle nazionali giovanili russe Under-15, Under-16, Under-17, Under-18, Under-19 ed Under-21.

## Statistiche

### Presenze e reti nei club
Statistiche aggiornate al 1º giugno 2022.
| Stagione           | Squadra            | Campionato         | Campionato | Campionato | Coppe nazionali | Coppe nazionali | Coppe nazionali | Coppe continentali | Coppe continentali | Coppe continentali | Altre coppe | Altre coppe | Altre coppe | Totale | Totale | Totale |
| Stagione           | Squadra            | Comp               | Pres       | Reti       | Comp            | Pres            | Reti            | Comp               | Pres               | Reti               | Comp        | Pres        | Reti        | Pres   | Reti   |        |
| ------------------ | ------------------ | ------------------ | ---------- | ---------- | --------------- | --------------- | --------------- | ------------------ | ------------------ | ------------------ | ----------- | ----------- | ----------- | ------ | ------ | ------ |
| mag.-giu. 2016     | Krasnodar-2        | PPF                | 2          | 0          | [ 1 ]           | -               | -               |                    | -                  | -                  |             | -           | -           | 2      | 0      |        |
| 2016-2017          | Krasnodar-2        | PPF                | 1          | 0          | [ 1 ]           | -               | -               |                    | -                  | -                  |             | -           | -           | 1      | 0      |        |
| 2017-2018          | Krasnodar-2        | PPF                | 1          | 0          | [ 1 ]           | -               | -               |                    | -                  | -                  |             | -           | -           | 1      | 0      |        |
| 2018-2019          | Krasnodar-2        | 1D                 | 7          | 1          | [ 1 ]           | -               | -               |                    | -                  | -                  |             | -           | -           | 7      | 1      |        |
| lug.-nov. 2019     | Krasnodar-2        | 1D                 | 1          | 0          | [ 1 ]           | -               | -               |                    | -                  | -                  |             | -           | -           | 1      | 0      |        |
| Totale Krasnodar-2 | Totale Krasnodar-2 | Totale Krasnodar-2 | 12         | 1          |                 | -               | -               |                    | -                  | -                  |             | -           | -           | 12     | 1      |        |
| 2017-2018          | Krasnodar          | PL                 | 4          | 2          | CR              | -               | -               | UEL                | 2                  | 1                  |             | -           | -           | 6      | 3      |        |
| 2018-2019          | Krasnodar          | PL                 | 20         | 7          | CR              | 3               | 2               | UEL                | 6                  | 0                  |             | -           | -           | 29     | 9      |        |
| lug.-dic. 2019     | Krasnodar          | PL                 | 13         | 4          | CR              | -               | -               | UCL+UEL            | 3+3                | 0+1                |             | -           | -           | 19     | 5      |        |
| Totale Krasnodar   | Totale Krasnodar   | Totale Krasnodar   | 37         | 13         |                 | 3               | 2               |                    | 14                 | 2                  |             | -           | -           | 54     | 17     |        |
| gen.-giu. 2020     | Rubin              | PL                 | 11         | 1          | CR              | 0               | 0               |                    | -                  | -                  |             | -           | -           | 11     | 1      |        |
| 2020-2021          | Rubin              | PL                 | 17         | 2          | CR              | 2               | 0               | -                  | -                  | -                  | -           | -           | -           | 19     | 2      |        |
| 2021-2022          | Rubin              | PL                 | 9          | 0          | CR              | 0               | 0               | UECL               | 1                  | 0                  | -           | -           | -           | 10     | 0      |        |
| Totale Rubin       | Totale Rubin       | Totale Rubin       | 37         | 3          |                 | 2               | 0               |                    | 1                  | 0                  | -           | -           | -           | 40     | 3      |        |
| Totale carriera    | Totale carriera    | Totale carriera    | 86         | 17         |                 | 5               | 2               |                    | 15                 | 2                  |             | -           | -           | 106    | 21     |        |

## Palmarès

### Individuale
- Capocannoniere della UEFA Youth League: 1

2017-2018 (10 gol)